# 名護市立東江中学校
名護市立東江中学校（なごしりつ あがりえちゅうがっこう）は、沖縄県名護市大東二丁目にある市立中学校。

## 沿革
- 1977年（昭和52年）4月1日 - 名護市立名護中学校から分離、瀬喜田中学校を統合し開校

## 通学区域
瀬喜田小学校、東江小学校